# Duncan Keith
Duncan Keith (Winnipeg, 16 luglio 1983) è un ex hockeista su ghiaccio canadese.

## Carriera
Dal 2005 gioca in NHL vestendo la casacca dei Chicago Blackhawks, con cui ha vinto tre Stanley Cup (2010, 2013 e 2015). Nel 2008 ha vinto la medaglia d'argento al campionato mondiale di hockey su ghiaccio. Ha vinto anche due medaglie d'oro olimpiche nell'hockey su ghiaccio con la nazionale maschile canadese, trionfando alle Olimpiadi invernali di Vancouver 2010 e alle Olimpiadi invernali di Soči 2014.